# Фітідаг
Фітіда́г (рос. Фитидаг) — гірська вершина у північно-східній частині Великого Кавказу. Знаходиться на території Росії (південний Дагестан).